# Meandrinidae
Meandrinidae es una familia de corales marinos que pertenecen al orden Scleractinia, de la clase Anthozoa. 
Cada cabeza de coral está formada por una colonia de pólipos genéticamente idénticos, que secretan un esqueleto de carbonato de calcio, lo que los convierte en importantes constructores de arrecifes de coral, como los demás corales hermatípicos del orden Scleractinia.
Las estructuras esqueléticas de la colonia tienen formas masivas y meandroides. Los valles que conforman en la superficie y los muros del esqueleto son de un ancho uniforme. Los septa son finos y regulares
La familia comprende 7 géneros y, aproximadamente, 11 especies nominales, todas ellas con zooxantelas. Estudios moleculares filogenéticos muestran que es monofilética, aunque dichos análisis no se han realizado con toda la familia.

## Géneros
- Ctenella. Matthai, 1928
- Dendrogyra.
- Dichocoenia.
- Eusmilia
- Goreaugyra
- Meandrina. Lamarck, 1801
- Montigyra

## Galería de imágenes

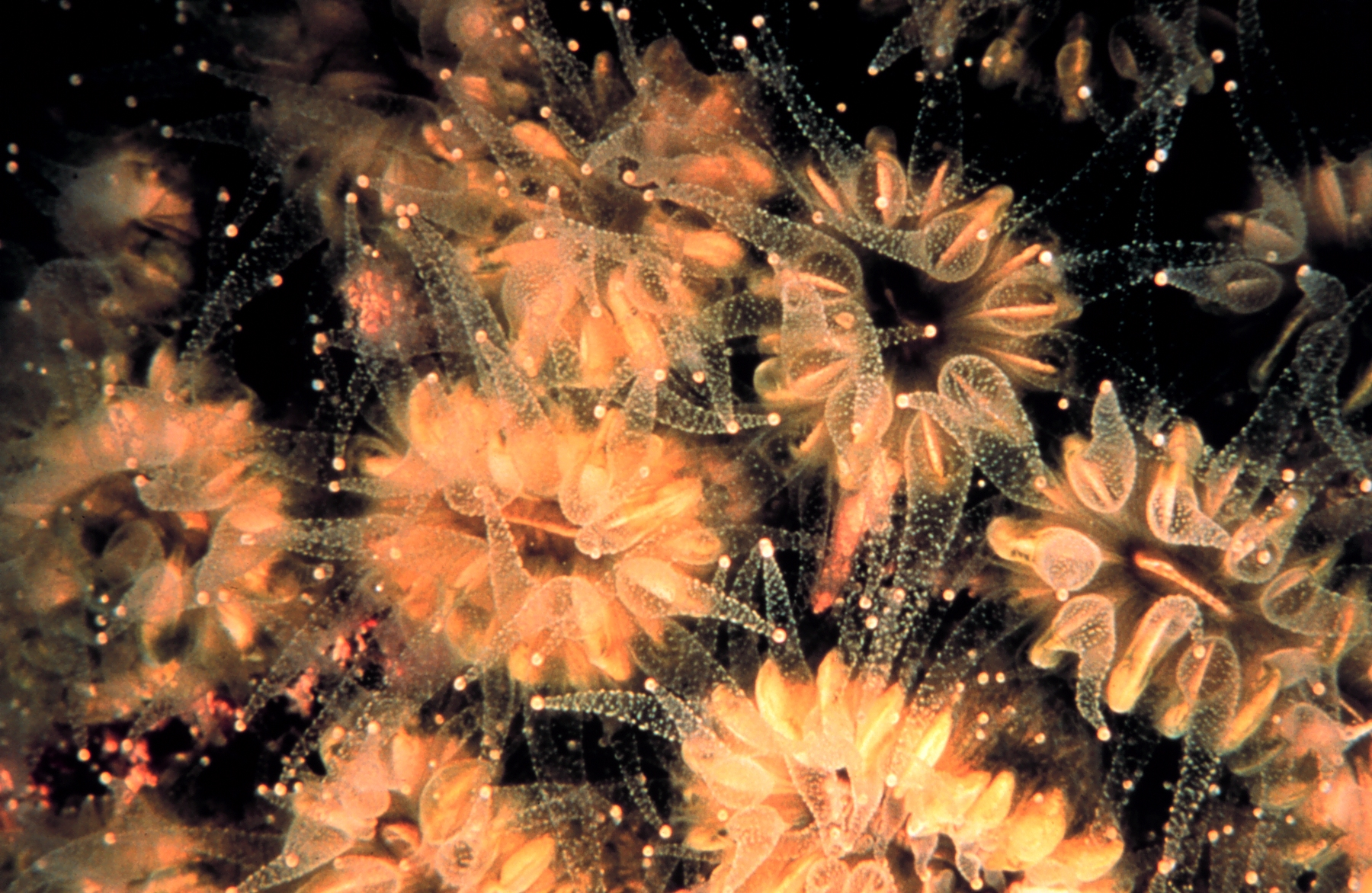
Eusmilia fastigiata.
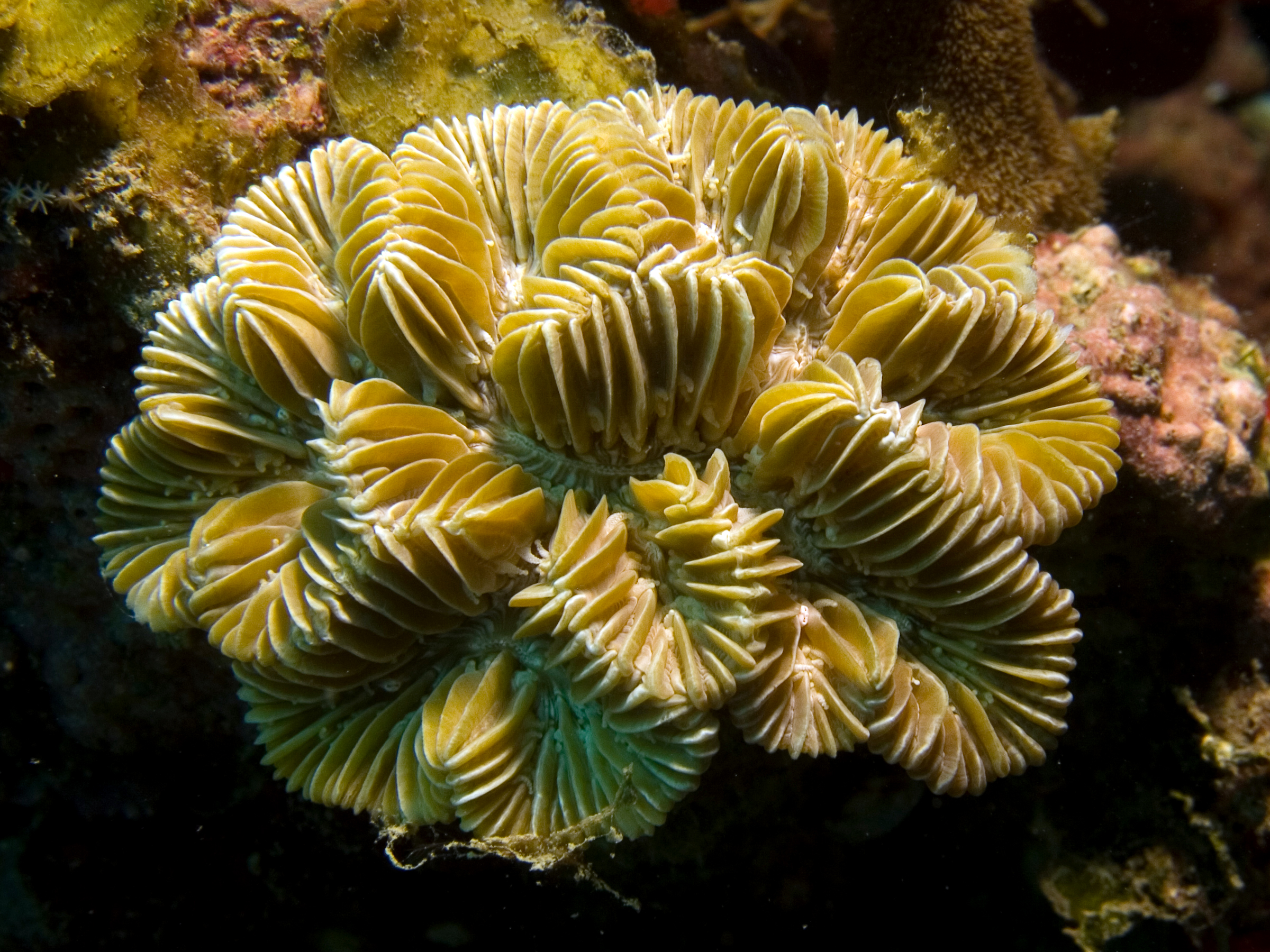
Meandrina meandrites.
Dendrogyra radieta, Castellote, España.